# Мерманишвили, Малхаз Константинович
Малхаз Константинович Мерманишвили (13 января 1959) — советский борец греко-римского стиля, призёр чемпионата Европы, Чемпион СССР, Мастер спорта СССР международного класса. Заслуженный тренер Украины.

## Биография
Начинал заниматься борьбой в Кутаиси, в начале 1980-х годов он перебрался в Минск, где тренировался в «Вооруженных силах» у Александра Медведя, который в то время работал со сборной Белорусской ССР. Малхаз несколько раз брал призовые места на чемпионатах СССР, а в мае 1984 года в Красноярске стал чемпионом Союза. Но из-за бойкота Советским Союзом на Олимпийские игры 1984 года в Лос-Анджелес не поехал, а в июле месяце в Будапеште выиграл турнир «Дружба-84». В апреле 1986 года стал в греческом Пирее серебряным призёром чемпионата Европы. В Минске пожил 5-6 лет, женился, у него родился сын. После завершения спортивной карьеры вернулся в Грузию.

## Спортивные результаты
- Чемпионат СССР по вольной борьбе 1983 — ;
- Чемпионат СССР по вольной борьбе 1984 — ;
- Дружба-84 — ;
- Чемпионат СССР по вольной борьбе 1985 — ;
- Чемпионат СССР по вольной борьбе 1986 — ;
- Чемпионат Европы по борьбе 1986 — ;